# ヘンリー・カー
ヘンリー・カー (Henry Carr、1942年11月27日 - 2015年5月29日)は、アメリカ合衆国ミシガン州デトロイト出身の陸上競技選手。1964年東京オリンピックの金メダリストである。世界一速い車（Car）と呼ばれた。

## 経歴
カーは、1960年代初めに活躍したロングスプリンターで、デトロイトのノースウェスタンハイスクール時代には州のチャンピオンに輝いている。その後、アリゾナ州立大学に進学。在学中の1963年に全米学生選手権を制覇し、全米選手権の200mをポール・ドレイトンと同着で優勝を分け合った。さらに同年には、200mで20秒4、220ydで20秒3の世界新記録を樹立している。翌年には220ydで再び世界記録を樹立している。(20秒2)
1964年東京オリンピックには、200mと4×400mリレーの代表として出場。200mは20秒3(電動計時:20秒36)(-0.8)のオリンピック新記録で、銀メダルのドレイトンを抑え金メダルを獲得。4×400mリレーにはアンカーとして出場。オラン・キャッセル、マイケル・ララビー、ウリス・ウィリアムスとともに、3分00秒7の世界新記録で2つめの金メダルを獲得した。
カーは大学卒業後、1965年のNFLドラフトの4巡目でニューヨーク・ジャイアンツに指名されて入団。セイフティとして3シーズンプレーした。
2015年5月29日、癌のため死去。